# Silnice II/236
Silnice II/236 je silnice II. třídy v trase: Zdice (odpojení od silnice II/605) – Černín – Svatá – Karlov – Roztoky (napojení na silnici II/201) – Křivoklát – Písky (odpojení od silnice II/201) – Požáry – Lány – Slovanka – podjezd pod dálnicí D6 – Kačice – Smečno – napojení na silnici II/118 (u odbočky na Kvíc).
Na okraji Lán se na ní napojuje silnice II/116. Ve Slovance se kříží se silnicí II/606.

## Vodstvo na trase
U odbočky k osadě Brejl vede přes Klíčavu, u Slovanky přes Tuchlovický potok, u Kačice přes Loděnici a v Roztokách přes Berounku.